# Bandidas
Bandidas è un film del 2006 diretto da Joachim Rønning ed Espen Sandberg, con Salma Hayek e Penélope Cruz.

## Trama
1880. Maria è figlia di un contadino, ama gli animali, è orgogliosa e il suo ideale è la giustizia; Sara è la figlia di un ricco banchiere messicano che ha studiato in Europa, ama andare a cavallo ed è il prototipo della ragazzina viziata. Taylor Jackson, un rappresentante di una banca di New York, arriva in Messico espropriando tutte le proprietà terriere messicane per un peso, con la scusa dei pagamenti arretrati, senza farsi problemi ad uccidere chi gli è d'intralcio.
Il padre di Maria viene ferito, ma si salva, mentre quello di Sara viene avvelenato. Le due ragazze si ritrovano a rapinare la stessa banca: Sara per riprendersi i soldi del padre, che Jackson ha ottenuto con la sua morte, Maria per ripagare i contadini delle proprietà confiscate. Con molta fortuna, le due fuggono con il bottino e si rifugiano con gli altri contadini nel deserto, grazie all'aiuto di padre Pablo, il prete della città. Sara, che prima intendeva scappare coi soldi in Europa, rendendosi conto della situazione, decide di aiutare la sua gente. Le due ragazze, così diverse di carattere, si ritrovano spesso a litigare, ma decidono di collaborare per continuare le rapine. Tramite padre Pablo chiedono aiuto a Billy Buck, un ex rapinatore di banche, che insegna loro i trucchi del mestiere e a fidarsi l'una dell'altra.
Le due "bandidas" cominciano a farsi una reputazione e Jackson fa arrivare dagli Stati Uniti Quentin Cooke, un criminologo della scientifica e genero del direttore della banca che rappresenta. L'uomo viene però rapito dalle "bandidas" e, dopo aver discusso con loro, capisce che il vero cattivo è Jackson, decidendo di aiutarle. Jackson, all'ennesimo tentativo, cattura i tre, che però vengono liberati dai cittadini che sostengono il loro operato. Jackson decide allora di trasferire in Texas, con un treno, l'oro del governatore, eliminandolo durante il viaggio per appropriarsene.
Quando il direttore della banca di Jackson, anch'egli sul treno, si oppone alle azioni del suo sottoposto, Jackson decide di eliminarlo. Quentin e le bandidas fanno però irruzione sul treno e salvano il direttore, costringendo Jackson alla fuga. Quentin rimane ferito, mentre le due ragazze inseguono il fuggitivo. Le due "bandidas" si trovano infine di fronte a Taylor, ma le due sono restie nell'ucciderlo a sangue freddo. Taylor estrae una pistola nascosta per uccidere Maria, ma Sara, che non aveva mai sparato a nessuno, uccide Jackson per proteggere l'amica. Le due ragazze salutano a malincuore Quentin, che torna alla sua vita e dalla fidanzata, e si ritrovano a cavalcare pensando di andare a rapinare le banche in Europa.

## Critica
Il film ha ottenuto recensioni per lo più miste, con un out al 62% di 15 recensioni su Rotten Tomatoes.

## Incassi
Bandidas ha incassato oltre 18 milioni di dollari nel mondo.